# Gábor Urbancsik
Gábor Urbancsik (1907 – 21 dicembre 1971) è stato un calciatore e allenatore di calcio ungherese, di ruolo attaccante.

## Carriera
Da calciatore giocava nel ruolo di ala destra e fece parte dell'MTK campione d'Ungheria nel 1929, pur scendendo in campo una volta sola.
Da allenatore ebbe invece occasione di guidare diverse squadre ungheresi, fra cui in particolare il Ferencváros.

## Palmarès

### Giocatore

#### Competizioni nazionali
- Campionato ungherese: 1

MTK Budapest: 1928-1929